# Коваленко Володимир Миколайович (майстер кераміки)
Володимир Миколайович Ковале́нко (21 липня 1936, Погреби — 30 грудня 2006, Погреби) — український майстер художньої кераміки; член Спілки майстрів народного мистецтва України з 1993 року. Батько майстрині декоративного малярства на склі Наталії Юсипчук.

## Біографія
Народився 21 липня 1936 року в селі Погребах (нині Обухівський район Київської області, Україна). Протягом 1951—1956 років навчався у Київському училищі прикладного мистецтва, був учнем Пелагеї Глущенко, Дмитра Головка, Олександри Грядунової. Дипломна робота — оправа для настільного годинника на тему «У години дозвілля» (майоліка; керівник Олена Стойкевич).
Після здобуття фахової освіти працював на Васильківському майоліковому заводі: у 1979—1999 роках обіймав посаду головного художника. Помер у Погребах 30 грудня 2006 року.

## Творчість
Серед виробів — куманці, декоративні тарелі, вази, глеки, кухлі, набори для напоїв, баклаги, макітри, сувеніри, писанки. У творах використовував квіткові орнаменти, зображення птахів; розписи ангобами доповнював кольоровими поливами. Серед робіт:
- набори «Карпати» (1971), «Доріжка» (1973), «Рушничок» (1974), «Косарик» (1975), «Жоржини» (1978), «Марічка», «Сват», «Ґандзя» (усі — 1979), «Росинка» (1981), «Оленка» (1983), для чаю (1994), кави (1995);
- глечики «Жоржини» (1975), «Києву — слава» (1976),
- декоративні тарелі «Червоні маки» (1975), «Півні» (1977), «Букет» (1977), «Вірність» (1978), «Возз'єднання», «Сонячний ранок» (обидві — 1979);
- сервіз для пампушок «Козацький» (1977);
- вази «Осінь» (1975), «Ударна праця (1977), «Смерічка» (1978), «Доля» (1980), «Київ — місто-сад» (1982), «Хай завжди буде сонце!» (1985);
- штофи «Українське весілля» (1978), «Квіти прикордонникам» (1983);
- куманець «Славутич» (1982);
- серія писанок «Трипільські мотиви» (2004—2005).

Брав участь у всеукраїнських, міжнародних, всесоюзних мистецьких виставках з 1960 року, зокрема за кордоном його роботи експонувалися у США у 1977 році, Югославії у 1979 і 1980 роках, Алжирі у 1981 році, Польщі у 1982 році, Канаді та Туреччині у 1983 році. Нагороджений золотою медаллю ВДНГ УРСР (1980-ті), срібною (1981) та золотою (1984) медалями ВДНГ СРСР. Персональна виставка відбулася у Києві у 2006 році.
Окремі роботи майстра зберігаються у Національному музеї українського народного декоративного мистецтва у Києві.